# آریا (بازیگر)
آریا (انگلیسی: Arya) جمشاد چتیراکات (متولد ۱۱ دسامبر ۱۹۸۰) که با نام هنری خود آریا شناخته می‌شود، بازیگر و تهیه‌کننده هندی است که عمدتاً در سینمای تامیل و در چند فیلم مالایالام و تلوگو زبان نیز دیده شده است. آریا برنده جایزه فیلم فار برای بهترین اولین فیلم مرد - جنوب شده است و هر کدام دو نامزدی برای جوایز فیلم فار را دریافت کرده است. او در نسخه ۲۰۱۵ فهرست ۱۰۰ سلبریتی فوربز هند، فهرستی بر اساس پردرآمدترین مشاهیر هندی قرار گرفت.
از فیلم‌های معروف او می‌توان به بازی در هدف دوگانه، ارومی، من خدا هستم، اسکن، سایز صفر، محافظ، آغاز، شهر مدرس، جهان دوم، کاخ ۳، دشمن، قبیله سارپاتا، کنار رفتن، روزهای بنگلور، کاپیتان، واسو و سراوانان، آن مرد، این مرد و حکیم بزرگ اشاره کرد.

## زندگی شخصی
آریا در سال ۱۹۸۰ در تریکاریپور، کرالا به دنیا آمد. او تحصیلات خود را در SBOA Matriculation و دبیرستان عالی، چنای گذراند و سپس با مدرک مهندسی از کالج مهندسی کرسنت در واندالور، چنای فارغ‌التحصیل شد. برادر کوچکتر او ساتیا نیز در فیلم‌های تامیل ظاهر شده است.
در ۱۴ فوریه ۲۰۱۹، آریا نامزدی خود را با بازیگر سایشا سایگال اعلام کرد، و این دو در ۱۰ مارس ۲۰۱۹ ازدواج کردند. این زوج یک دختر دارند که در ژوئیه ۲۰۲۱ به دنیا آمد.